# Puchar Ukrainy w piłce nożnej (2005/2006)
Puchar Ukrainy 2005/2006 - XV rozgrywki ukraińskiej PFL, mające na celu wyłonienie zdobywcy krajowego Pucharu, który zakwalifikuje się tym samym do Pucharu UEFA sezonu 2006/07. Sezon trwał od 1 sierpnia 2005 do 2 maja 2006.
W sezonie 2005/2006 rozgrywki te składały się z:
- rundy wstępnej (1/64 finału),
- meczów 1/32 finału,
- meczów 1/16 finału,
- meczów 1/8 finału,
- meczów 1/4 finału,
- dwumeczów 1/2 finału,
- meczu finałowego.

## Drużyny
Do rozgrywek Pucharu przystąpiło 69 klubów Wyższej, Pierwszej i Drugiej Lihi. 
| Kluby Wyszczej Lihi: | Kluby Pierwszej Lihi: | Kluby Druhiej Lihi: | Kluby Druhiej Lihi: |
| - Arsenał Kijów - Czornomoreć Odessa - Dnipro Dniepropetrowsk - Dynamo Kijów - FK Charków - Illicziweć Mariupol - Krywbas Krzywy Róg - Metalist Charków - Metałurh Donieck - Metałurh Zaporoże - Stal Ałczewsk - Szachtar Donieck - Tawrija Symferopol - Wołyń Łuck - Worskła Połtawa - Zakarpattia Użhorod | - Borysfen Boryspol - CSKA Kijów - Dynamo-IhroSerwis Symferopol - Enerhetyk Bursztyn - FK Berszad - Hazowyk-Skała Stryj - Helios Charków - Karpaty Lwów - Krymtepłycia Mołodiżne - Naftowyk-Ukrnafta Ochtyrka - Obołoń Kijów - Podilla Chmielnicki - Spartak Iwano-Frankowsk - Spartak Sumy - Stal Dnieprodzierżyńsk - Zoria Ługańsk | - Arsenał Charków - Bukowyna Czerniowce - Chimik Krasnoperekopsk - Czornohora Iwano-Frankowsk - Desna Czernihów - Dnipro Czerkasy - Dnister Owidiopol - Enerhija Jużnoukraińsk - Fakeł Iwano-Frankiwsk - Hazowyk-ChHW Charków - Hirnyk Krzywy Róg - Hirnyk-Sport Komsomolsk - Jałos Jałta - Jawir Krasnopole - Jednist' Płysky - Kniaża Szczasływe - Kremiń Krzemieńczuk - Krystał Chersoń - MFK Mikołajów | - MFK Oleksandria - MFK Żytomierz - Mołnija Siewierodonieck - Nafkom Browary - Naftowyk Dolina - Nywa Tarnopol - Olimpik Donieck - Ołkom Melitopol - Oswita Kijów - FK Ołeksandrija - PFK Sewastopol - Rawa Rawa Ruska - Roś Biała Cerkiew - Sokił Brzeżany - Tytan Armiańsk - Weres Równe - Zirka Kirowohrad - Żytyczi Żytomierz |

## Terminarz rozgrywek

### Runda wstępna (1/64)
Mecze rozegrano 1 sierpnia 2005.
| Sokił Lwów              | 0:0 | Naftowyk Dolina     | (k. 6:7) |
| Żytyczi Żytomierz       | 1:0 | MFK Żytomierz       |          |
| Kniaża Szczasływe       | 1:3 | Jednist' Płysky     | (dod.)   |
| Jałos Jałta             | 3:0 | PFK Sewastopol      |          |
| Arsenał Charków         | 0:2 | Jawir Krasnopole    |          |
| Hirnyk-Sport Komsomolsk | 2:1 | Kremiń Krzemieńczuk |          |

### 1/32 finału
Mecze rozegrano 13 sierpnia 2005 z wyjątkiem meczu FK Ołeksandrija-Dnipro Dniepropetrowsk, który odbył się 14 sierpnia.
| Rawa Rawa Ruska            | 1:0 | Helios Charków               |          |
| Desna Czernihów            | 2:5 | Szachtar Donieck             |          |
| Fakeł Iwano-Frankiwsk      | 0:1 | Spartak Sumy                 |          |
| Nywa Tarnopol              | 1:3 | Czornomoreć Odessa           |          |
| Oswita Kijów               | 0:3 | FK Charków                   |          |
| Weres Równe                | 2:1 | Enerhetyk Bursztyn           |          |
| Czornohora Iwano-Frankowsk | 1:4 | Wołyń Łuck                   |          |
| Naftowyk Dolina            | 1:0 | Borysfen Boryspol            |          |
| Żytyczi Żytomierz          | 0:1 | Stal Dnieprodzierżyńsk       |          |
| MFK Mikołajów              | 1:2 | Metałurh Zaporoże            |          |
| Krystał Chersoń            | 0:5 | Dynamo Kijów                 |          |
| Hirnyk Krzywy Róg          | 2:3 | Karpaty Lwów                 |          |
| Tytan Armiańsk             | 1:2 | Illicziweć Mariupol          |          |
| Roś Biała Cerkiew          | 0:2 | Krywbas Krzywy Róg           |          |
| Ołkom Melitopol            | 0:1 | Zakarpattia Użhorod          |          |
| Dnister Owidiopol          | 2:3 | Metalist Charków             |          |
| Zirka Kirowohrad           | 0:2 | Spartak Iwano-Frankowsk      |          |
| Enerhija Jużnoukraińsk     | 1:5 | Stal Ałczewsk                |          |
| Enerhija Jużnoukraińsk     | 0:3 | Jednist' Płysky              |          |
| Chimik Krasnoperekopsk     | 3:2 | FK Berszad                   |          |
| Jałos Jałta                | 1:0 | Podillia Chmielnicki         |          |
| Nafkom Browary             | 3:3 | Naftowyk-Ukrnafta Ochtyrka   | (k. 2:4) |
| Dnipro Czerkasy            | 0:0 | Obołoń Kijów                 | (k. 4:2) |
| Hazowyk-ChHW Charków       | 0:4 | Tawrija Symferopol           |          |
| MFK Oleksandria            | 0:6 | Arsenał Kijów                |          |
| Hirnyk-Sport Komsomolsk    | 2:1 | Dynamo-IhroSerwis Symferopol |          |
| Jawir Krasnopole           | 0:3 | Hazowyk-Skała Stryj          |          |
| Olimpik Donieck            | 2:3 | Krymtepłycia Mołodiżne       |          |
| FK Ołeksandrija            | 1:2 | Dnipro Dniepropetrowsk       |          |

### 1/16 finału
Mecze rozegrano 21 września 2005.
| Karpaty Lwów               | 1:0 | Czornomoreć Odessa     |          |
| CSKA Kijów                 | 0:1 | Metałurh Donieck       |          |
| Spartak Iwano-Frankowsk    | 0:7 | Dynamo Kijów           |          |
| Stal Dnieprodzierżyńsk     | 3:1 | Wołyń Łuck             |          |
| Naftowyk-Ukrnafta Ochtyrka | 2:3 | Stal Ałczewsk          |          |
| Hazowyk-Skała Stryj        | 2:0 | FK Charków             |          |
| Spartak Sumy               | 1:4 | Metałurh Zaporoże      |          |
| Krymtepłycia Mołodiżne     | 1:3 | Szachtar Donieck       |          |
| Rawa Rawa Ruska            | 0:2 | Dnipro Dniepropetrowsk |          |
| Dnipro Czerkasy            | 1:2 | Metalist Charków       |          |
| Bukowyna Czerniowce        | 0:1 | Arsenał Kijów          |          |
| Weres Równe                | 2:2 | Zakarpattia Użhorod    | (k. 5:3) |
| Hirnyk-Sport Komsomolsk    | 0:2 | Worskła Połtawa        |          |
| Naftowyk Dolina            | 0:4 | Tawrija Symferopol     |          |
| Chimik Krasnoperekopsk     | 2:3 | Krywbas Krzywy Róg     |          |
| Jałos Jałta                | 0:1 | Illicziweć Mariupol    |          |

### 1/8 finału
Mecze rozegrano 26 października 2005.
| Karpaty Lwów           | 1:0 | Szachtar Donieck       |  |
| Dynamo Kijów           | 1:0 | Metalist Charków       |  |
| Stal Ałczewsk          | 1:2 | Metałurh Donieck       |  |
| Worskła Połtawa        | 1:0 | Dnipro Dniepropetrowsk |  |
| Hazowyk-Skała Stryj    | 0:1 | Illicziweć Mariupol    |  |
| Krywbas Krzywy Róg     | 2:0 | Tawrija Symferopol     |  |
| Stal Dnieprodzierżyńsk | 0:2 | Arsenał Kijów          |  |
| Weres Równe            | 2:4 | Metałurh Zaporoże      |  |

### 1/4 finału
Mecze rozegrano 13 listopada 2005, z wyjątkiem meczu Metałurh Zaporoże-Krywbas Krzywy Róg, który odbył się 14 listopada oraz Karpaty Lwów-Worskła Połtawa, który odbył się 23 listopada.
| Dynamo Kijów        | 2:0 | Metałurh Donieck   |  |
| Karpaty Lwów        | 1:0 | Worskła Połtawa    |  |
| Illicziweć Mariupol | 2:0 | Arsenał Kijów      |  |
| Metałurh Zaporoże   | 3:0 | Krywbas Krzywy Róg |  |

### 1/2 finału
Pierwsze mecze rozegrano 22 marca, a rewanże 12 kwietnia 2006.
|                   | 1 mecz | 2 mecz | Suma |                     |  |
| ----------------- | ------ | ------ | ---- | ------------------- |  |
| Metałurh Zaporoże | 2:1    | 1:1    | 3:2  | Illicziweć Mariupol |  |
| Karpaty Lwów      | 0:2    | 0:1    | 0:3  | Dynamo Kijów        |  |

### Finał
Mecz finałowy rozegrano 2 maja 2006 na Stadionie Olimpijskim w stolicy Kijowie.
| Dynamo Kijów | 1:0 | Metałurh Zaporoże |

| Zdobywca Pucharu Ukrainy 2005/06 |
| -------------------------------- |
| Dynamo Kijów 8 tytuł             |
| ...                              |